# Florence (Kentucky)
Florence is een plaats (city) in de Amerikaanse staat Kentucky en valt bestuurlijk gezien onder Boone County.

## Demografie
Bij de volkstelling in 2000 werd het aantal inwoners vastgesteld op 23.551.
In 2006 is het aantal inwoners door het United States Census Bureau geschat op 26.929, een stijging van 3378 (14.3%).

## Geografie
Volgens het United States Census Bureau beslaat de plaats een oppervlakte van
25,7 km², waarvan 25,6 km² land en 0,1 km² water.

## Plaatsen in de nabije omgeving
De onderstaande figuur toont nabijgelegen plaatsen in een straal van 8 km rond Florence.